# روباه پرنده اندرسن
روباه پرنده اندرسن (نام علمی: Pteropus intermedius) نام یک گونه از سرده روباه پرنده است.